# Château de Kaninë
Ne doit pas être confondu avec  Kanine.
Le château de Kaninë (en albanais : Kalaja e Kaninës) est un château situé à Kaninë, un village situé près de Vlorë (Vlora), dans le sud-ouest de l'Albanie.

## Situation
Le château est construit dans le village du même nom qui se trouve à environ 6 kilomètres (4 mi) de Vlorë. Le château s'élève sur le flanc de la montagne Shushica, à une altitude d'environ 380 mètres (1 247 pi) au-dessus du niveau de la mer.

## Histoire

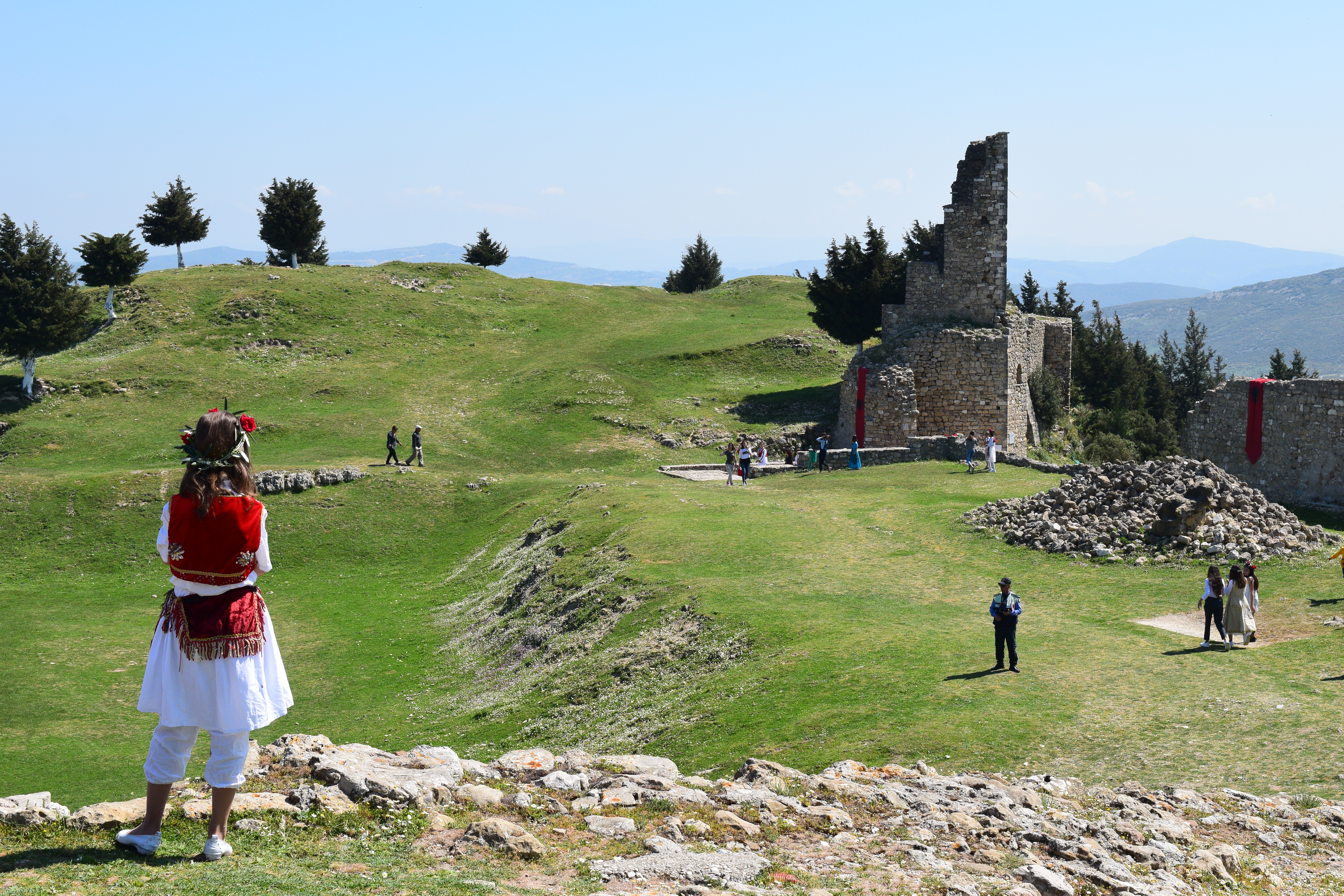
Une partie de la fortification, vue depuis le côté intérieur.

Le château est construit sur le site d'un ancien peuplement, l'un des plus anciens de la région de Vlora. On pense que le château est construit au IIIe siècle av. J.-C. et, au IVe siècle av. J.-C., le château est transformé en ville fortifiée. Au VIe siècle apr. J.-C., le château est reconstruit par Justinien Ier. 
Le château est le centre de la principauté de Valona au XIVe siècle,. 
Le château couvre une superficie de 3,6 hectares.

## Galerie

Château de Kaninë : dessins réalisés par Vincenzo Coronelli.
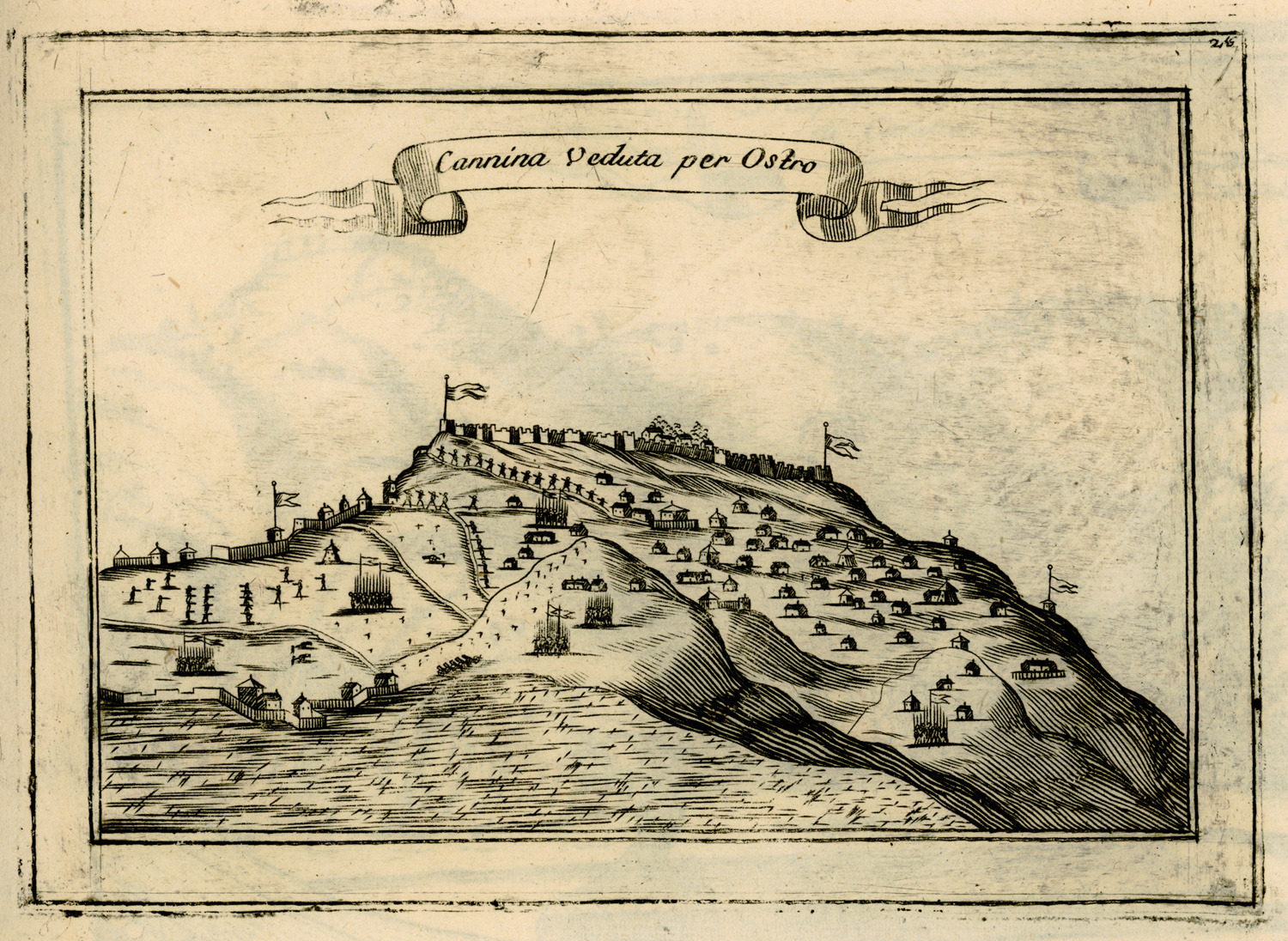
Château de Kaninë, vu du sud.
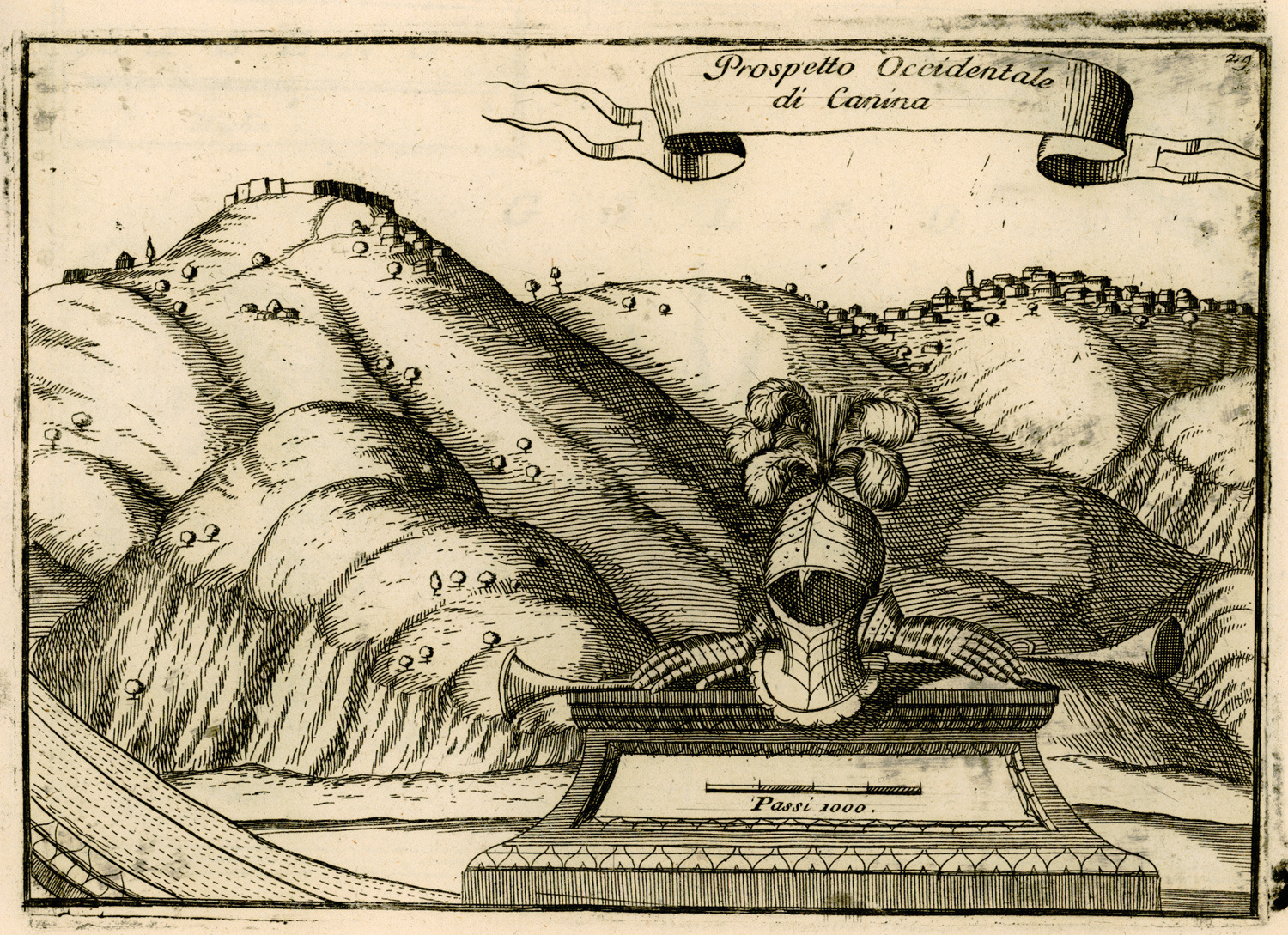
Château de Kaninë, vu de l'ouest.
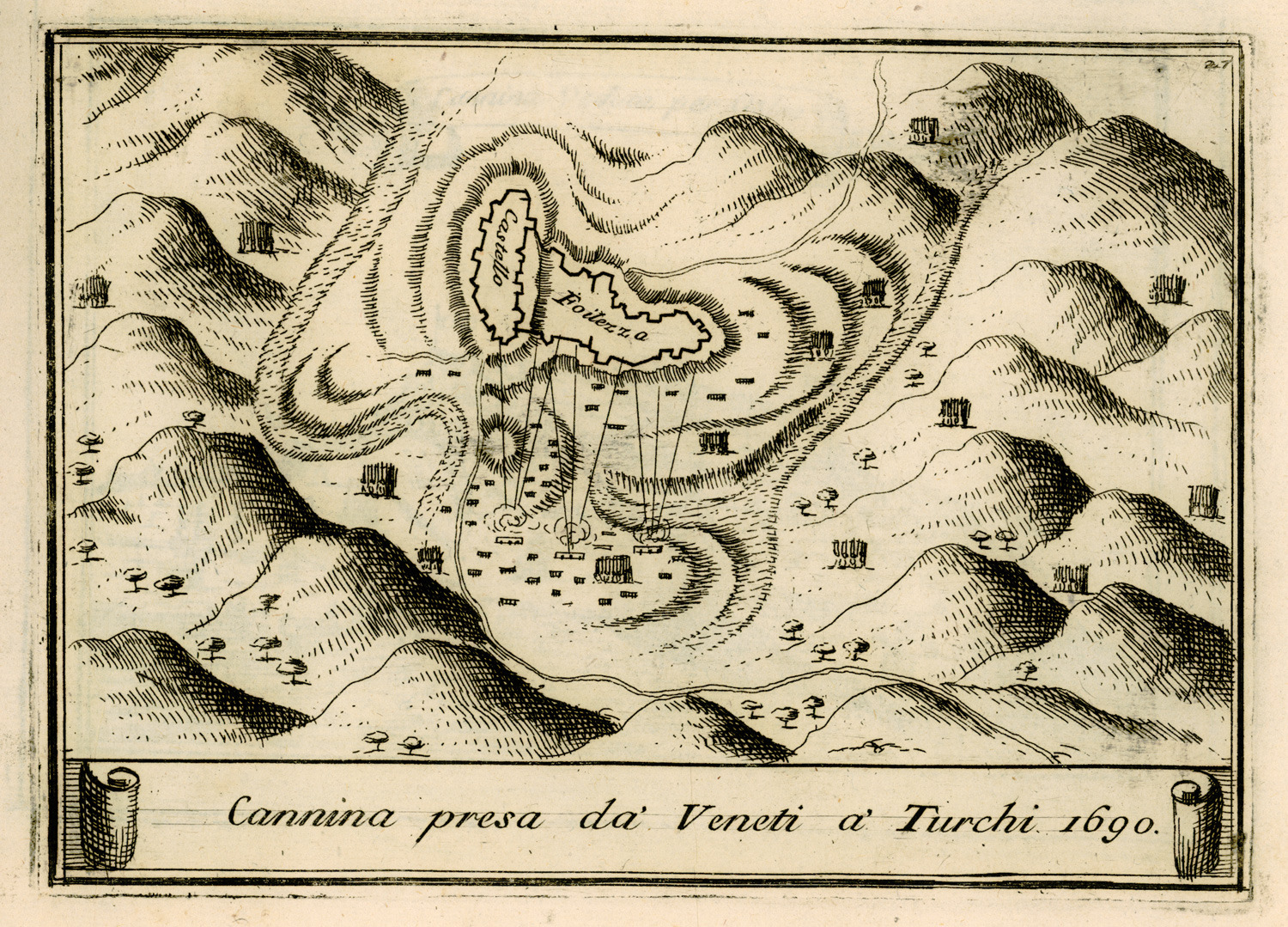
Plan de sol du château, montrant les positions de l'armée vénitienne pendant le siège de 1690 et lorsque les Vénitiens ont pris la forteresse aux Ottomans.
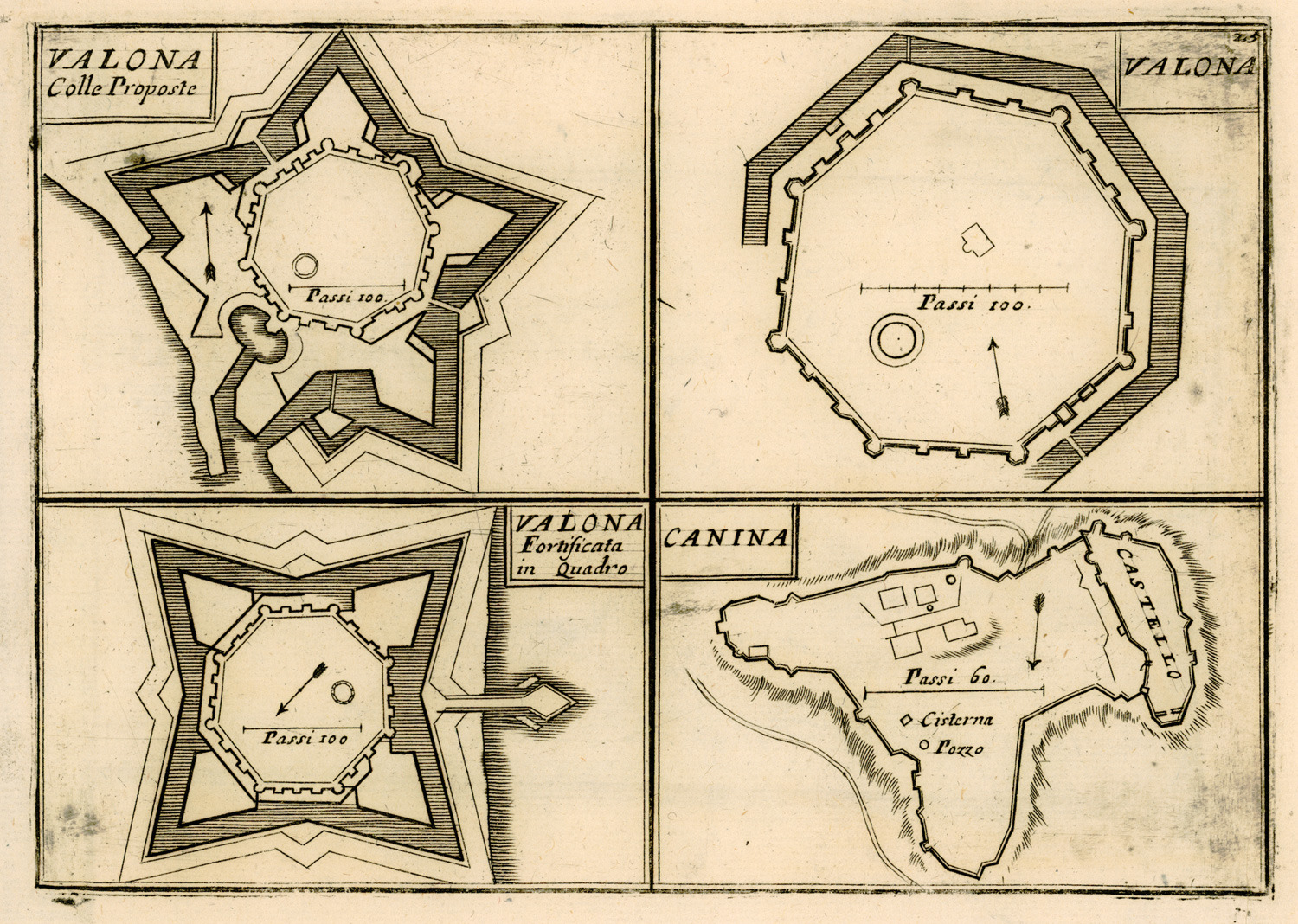
Dessins des fortifications du château de Vlorë et du château de Kaninë en bas à droite.
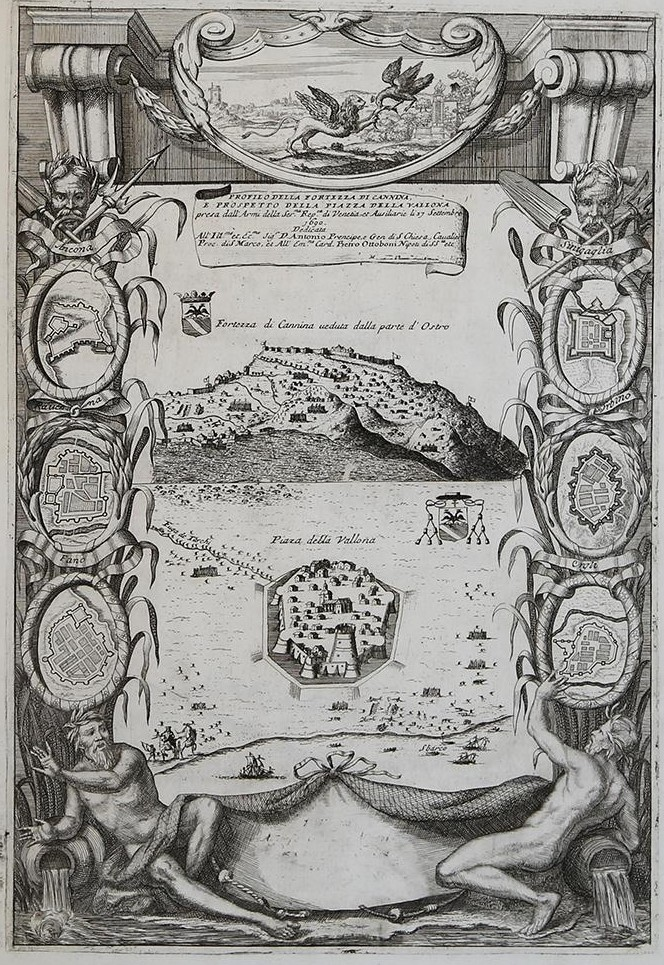
Château de Kaninë (en haut) et château de Vlorë avec armoiries (en bas).

## Voir également
- Vlora
- Liste des châteaux d'Albanie